# Тихоновка (Сочи)
Ти́хоновка —  микрорайон города Сочи в Краснодарском крае. Входит в состав Лазаревского района «города-курорта Сочи».

## География
Микрорайон находится на левом берегу реки Аше, в 3,5 км от побережья Чёрного моря. Расположен в 9 км к северо-западу от районного центра — Лазаревское, в 79 км от Центрального Сочи и в 220 км к югу от города Краснодар (по дороге). 
Граничит с землями населённых пунктов: Аше на юго-западе и Шхафит на севере (через реку).
Тихоновка расположена в лесистой местности с холмистым рельефом. Средние высоты на территории посёлка составляют около 120 метров над уровнем моря. Абсолютные высоты в окрестностях достигают 400 метров над уровнем моря. 
Гидрографическая сеть представлена в основном рекой Аше. Местность богата родниковыми источниками. 
Климат влажный субтропический. Среднегодовая температура воздуха составляет около +13,5°С, со средними температурами июля около +24,0°С, и средними температурами января около +6,0°С. Среднегодовое количество осадков составляет около 1400 мм. Основная часть осадков выпадает в зимний период.

## История
Первое упоминание о селе Тихоновка относится к 1905 году. Тогда в селе имелось 21 двор, заселённый русскими переселенцами. 
По ревизии от 26 апреля 1923 года село Тихоновка числилось в составе Лазаревской волости Туапсинского района Черноморского округа Кубано-Черноморской области. 
16 января 1934 года село Тихоновка был передан в состав Лазаревского сельского Совета Шапсугского национального района. В 1945 году после реорганизации Шапсугского района, село передан в состав образованного Лазаревского района. 
10 февраля 1961 года село Тихоновка как и вся территория Лазаревского района была включена в состав города-курорта Сочи. Тогда селу Тихоновка был присвоен статус внутригородского района Сочи. 

## Инфраструктура
Социальная инфраструктура на территории микрорайона развито слабо. В микрорайоне отсутствуют школа, больница, а также курортные объекты. 
К северу от микрорайона разбито садоводческое хозяйство. Развито пчеловодство. 

## Улицы
В микрорайоне всего три улицы:

| Лесная |

| Скрябина |

| Сурикова |